# 安里八幡宮

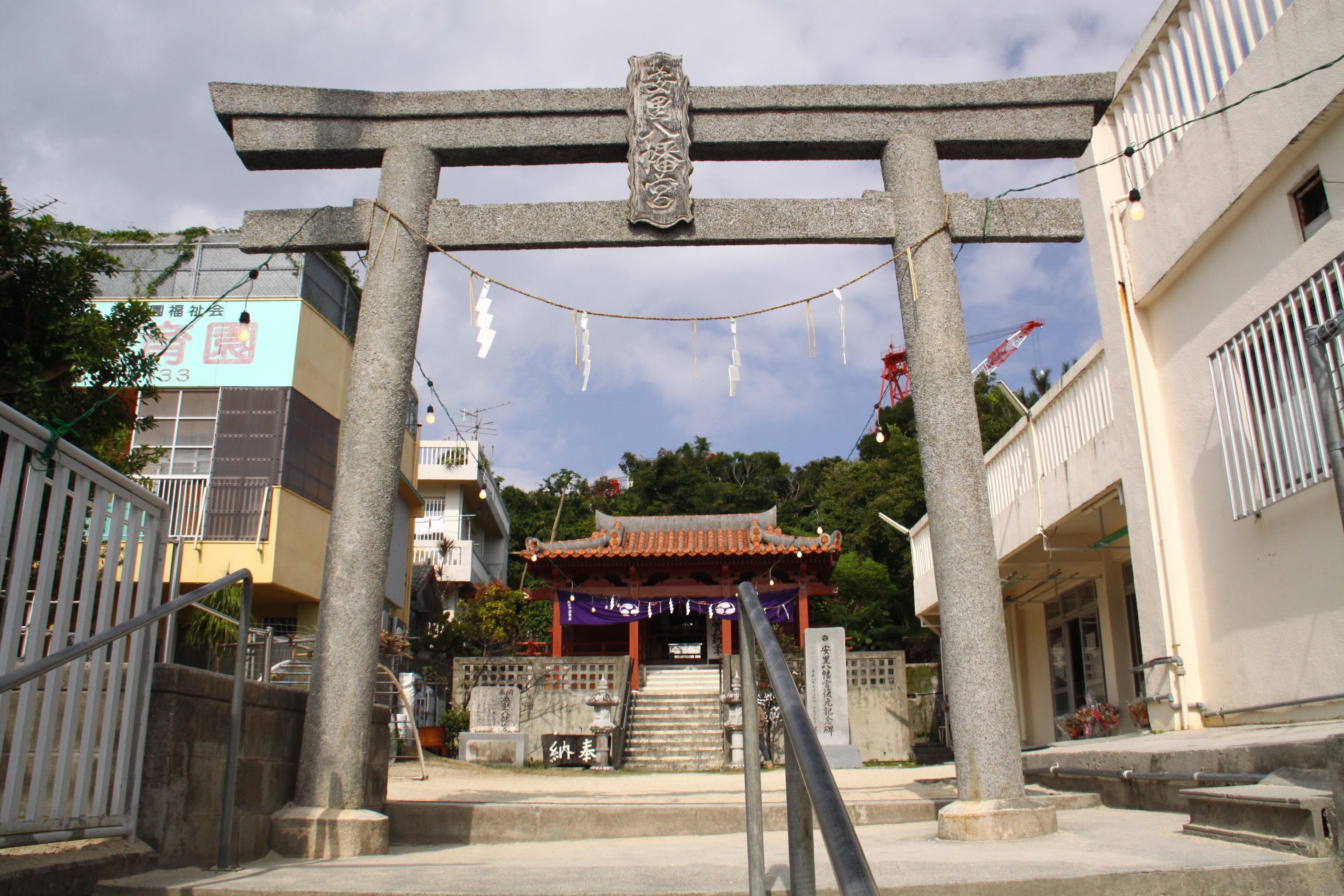
鳥居

安里八幡宮（あさとはちまんぐう）は、沖縄県那覇市安里にある神社。琉球八社の一つで、明治の近代社格制度では無格社。

## 祭神
八社の中で唯一の八幡宮で応神天皇、神功皇后、玉依姫命を祀る。
他の7社は全て熊野権現を祀っている。

## 歴史
康熙52年（1713年、和暦では正徳3年）に成立した『琉球国由来記 巻11 密門諸寺縁起』の〔八幡大菩薩〕の段にある「勧請由来」では、当社の開基を天順年間（1457年 - 1464年）であるとし、その創始について次のような伝承を記している。
第6代琉球国王尚徳王の御代、兵を遣わして喜界島を討伐することとした。喜界島は小島であったが、堅く護って王に従わないためである。この時、村の老人が「王が直々にお出向きになれば、有利になること疑いありません。何故なら猟犬は後ろに人があってこそ進みますが、兵も同じだからです」と奏上して言った。この話を聞いた王は戦旗を上げ出陣した。出陣の門出、城の麓に水鳥がいた。王は矢をつがえ、「今我軍が有利であるならば、この鳥をすみやかに射落とせ」と誓って言うと、一本の矢を地に立て、一本の矢を放った。矢は鳥を射止めたので、王は帆を上げ出航した。喜界島へ向かう海路を進むと、今度は小鐘が海面に浮いてきた。船人達がこれを得ようと欲すると遠ざかるが、船の傍らより離れることはなかった。また王が「この戦に利があるなら霊鐘わが手に入るべし。帰国の後は八幡大菩薩を崇めるべし」と誓って右手を出すと、鐘は簡単に手に入った。王は歓喜して輿を造って御座船に勧請し、祭祀をおこなった。王は本懐を遂げて帰国すると、矢を立てた場所に霊社を建て、浮鐘と神通矢を垂迹として八幡大菩薩と号し奉じた。
この『琉球国由来記』の創建伝承の最後には「神道記に見ゆ」と記されているが、慶安元年（1648年）に初版が開板された『琉球神道記 巻第5』の「八幡大菩薩事」では、これが第5代琉球国王尚泰久王御代の出来事であるとしている。
当社は真言宗8公寺の一つである神徳寺（現在も道路を挟んだ当社の南西側に位置）に併置の神社として、官社の制により琉球八社とされた。官社へは王府から神職の役俸並びに営繕費が支給されたが、当社へは神職として祝部・内侍・宮童が置かれた。また、祝部・内侍が神楽の際に着用する服装は全て王府の寺社座から支給を受けた。
明治時代に入り、 琉球処分により琉球王国が廃され沖縄県が置かれると、当社は近代社格制度により無格社とされた。『琉球宗教史の研究』によれば、沖縄県行政府では当社を村社に列することを立案したが、経済的な理由から村社列格が出来ず、また社殿その他の設備においても不備な点が多々あって村社列格が事実上不可能であることから、とりあえず無格社として残置し、追々維持拡張整備して村社に引き直す根基を充実するよう努めることになったとしている。
さらに『琉球宗教史の研究』によれば、当時地元の民衆と信仰的に直接結合していたのは御嶽拝所であり、無格社となり日本政府の経済的保障がなかった当社は、その後経済的にも信仰的にも見るに耐えない無残な状態を呈することとなり、昭和14年度に沖縄県振興事業に取り上げられたときには、明治末頃まで美麗な姿を留めていた拝殿は倒壊消滅して礎石のみが残り、本殿は腐朽破損が甚だしくて東方に傾斜したのを4～5本の支柱で支えている有様で、その支柱もシロアリの被害が甚大であり、屋根は数箇所は長年の暴風雨で破壊されて参拝者の生命に危険を及ぼす恐れがある状態となっていた。。
その後、昭和19年（1944年）10月に沖縄戦で被災全焼し、戦後に再建されたのが現在の社殿である。神社が位置する高地は沖縄戦の激戦であるシュガーローフの戦いの戦場だった。